# (6829) Charmawidor
(6829) Charmawidor ist ein Asteroid des Hauptgürtels, der am 18. Januar 1991 vom belgischen Astronomen Eric Walter Elst am Observatoire de Haute-Provence (IAU-Code 511) im Südosten Frankreichs entdeckt wurde.
Der Asteroid wurde nach dem französischen Organisten, Komponisten und Musikpädagogen Charles-Marie Widor (1844–1937) benannt, dessen bekanntestes Werk die Toccata aus der 5. Orgelsinfonie ist.
Der Himmelskörper ist Mitglied der Koronis-Familie, einer Gruppe von Asteroiden, die nach (158) Koronis benannt ist.